# Камишний Костянтин Кузьмович
Костянти́н Кузьмович Ками́шний (*2 червня 1929, Новий Орлик — †12 квітня 2010) — український художник. Член Житомирської організації Національної спілки художників України, Лауреат премії імені Лесі Українки (2003).

## Біографічні відомості
Костянтин Камишний народився 2 червня 1929 року, село Новий Орлик (затоплене Кам'янським водосховищем), Кишинківського району Полтавської області.
Після закінчення семи класів працював у колгоспі, потім у сільраді. У вересні 1941 року пішов добровольцем на фронт, брав участь в оборонних боях під Харковом, потрапив до навчальної танкової бригади, де проходив службу до кінця війни.
По закінченню війни вступив до військового училища, а потім продовжив службу в Радянській Армії у Німеччині, згодом у 8-ій Танковій механізованій армії в Житомирі.
У 1955 році — звільнений у запас. Працював в художніх майстернях гарнізонного Будинку офіцерів.
1968–1978 роки — директор художньо-виробничого комбінату міста Житомира.

## У малярстві

Автопортрет, полотно, олія, 1995

Член НСХ України з 1999 року; член Обласної асоціації майстрів народної творчості та ремесел «Берегиня». 10 років очолював Житомирський будинок художника.
Пензлю Костянтина Камишного належать натюрморти, пейзажі, портрети знаних людей Житомирщини.

## Відзнаки і нагороди
- кавалер орденів Вітчизняної війни та Богдана Хмельницького, майор у відставці
- 1935 р. — грамота за участь в Республіканській виставці за портрет «Катерина»
- грамоти військових частин за активну участь у культурно-шефській праці в тому числі від Міністра оборони Маршала Радянського Союзу Маліновського (1966)
- грамоти за активну творчу діяльність і участь в Республіканських художніх виставках
- грамоти Обласної асоціації майстрів народної творчості та ремесел «Берегиня»
- грамоти Житомирського обласного відділення Українського фонду культури за активну участь в багатьох культурних заходах по естетичному вихованню трудящих області
- лауреат премії Лесі Українки Житомирського обласного відділення Українського фонду культури (2003).